# Формула-1 — Чемпіонат 1950
Формула-1 1950 року — сезон чемпіонату світу з автоперегонів у класі Формула-1. Чемпіонат відбувся у період з травня по вересень та складався з 7 Гран-прі. Сезон розпочався з Гран-прі Великої Британії 13 травня та закінчився на Гран-прі Італії 3 вересня. Переможцем в особистому заліку став Джузеппе Фаріна.

## Команди та пілоти
Наступні команди та пілоти брали участь у Чемпіонаті світу 1950 року.
| Команда                      | Конструктор       | Шасі                 | Двигун                                                                                        | Шини | Пілот                 | Гран-прі    |
| ---------------------------- | ----------------- | -------------------- | --------------------------------------------------------------------------------------------- | ---- | --------------------- | ----------- |
| Alfa Romeo SpA               | Alfa Romeo        | 158 159              | Alfa Romeo 158 1.5 L8 s                                                                       | P    | Хуан-Мануель Фанхіо   | 1–2, 4–7    |
| Alfa Romeo SpA               | Alfa Romeo        | 158 159              | Alfa Romeo 158 1.5 L8 s                                                                       | P    | Джузеппе Фаріна       | 1–2, 4–7    |
| Alfa Romeo SpA               | Alfa Romeo        | 158 159              | Alfa Romeo 158 1.5 L8 s                                                                       | P    | Луїджі Фаджолі        | 1–2, 4–7    |
| Alfa Romeo SpA               | Alfa Romeo        | 158 159              | Alfa Romeo 158 1.5 L8 s                                                                       | P    | Редж Парнелл          | 1           |
| Alfa Romeo SpA               | Alfa Romeo        | 158 159              | Alfa Romeo 158 1.5 L8 s                                                                       | P    | Консальво Санезі      | 7           |
| Alfa Romeo SpA               | Alfa Romeo        | 158 159              | Alfa Romeo 158 1.5 L8 s                                                                       | P    | П'єро Таруффі         | 7           |
| Scuderia Ambrosiana          | Maserati          | 4CLT/48              | Maserati 4CLT 1.5 L4 s                                                                        | D    | Девід Мюррей          | 1, 7        |
| Scuderia Ambrosiana          | Maserati          | 4CLT/48              | Maserati 4CLT 1.5 L4 s                                                                        | D    | Девід Гемпшир         | 1, 6        |
| Scuderia Ambrosiana          | Maserati          | 4CLT/48              | Maserati 4CLT 1.5 L4 s                                                                        | D    | Редж Парнелл          | 6           |
| T.A.S.O. Mathieson           | ERA               | E                    | ERA 1.5 L6 s                                                                                  | D    | Леслі Джонсон         | 1           |
| Пітер Вокер                  | ERA               | E                    | ERA 1.5 L6 s                                                                                  | D    | Пітер Вокер           | 1           |
| Пітер Вокер                  | ERA               | E                    | ERA 1.5 L6 s                                                                                  | D    | Тоні Ролт             | 1           |
| Джо Фрай                     | Maserati          | 4CL                  | Maserati 4CL 1.5 L4 s                                                                         | D    | Джо Фрай              | 1           |
| Джо Фрай                     | Maserati          | 4CL                  | Maserati 4CL 1.5 L4 s                                                                         | D    | Браян Шо-Тейлор       | 1           |
| Кат Гаррісон                 | ERA               | B                    | ERA 1.5 L6 s                                                                                  | D    | Кат Гаррісон          | 1–2, 7      |
| Боб Джерард                  | ERA               | B A                  | ERA 1.5 L6 s                                                                                  | D    | Боб Джерард           | 1–2         |
| Automobiles Talbot-Darracq   | Talbot-Lago       | T26C-DA T26C T26C-GS | Talbot 23CV 4.5 L6                                                                            | D    | Ів Жиро-Кабанту       | 1, 4–6      |
| Automobiles Talbot-Darracq   | Talbot-Lago       | T26C-DA T26C T26C-GS | Talbot 23CV 4.5 L6                                                                            | D    | Луї Розьє             | 1, 4–6      |
| Automobiles Talbot-Darracq   | Talbot-Lago       | T26C-DA T26C T26C-GS | Talbot 23CV 4.5 L6                                                                            | D    | Філіп Етанселен       | 1, 5        |
| Automobiles Talbot-Darracq   | Talbot-Lago       | T26C-DA T26C T26C-GS | Talbot 23CV 4.5 L6                                                                            | D    | Ежен Мартен           | 1, 4        |
| Automobiles Talbot-Darracq   | Talbot-Lago       | T26C-DA T26C T26C-GS | Talbot 23CV 4.5 L6                                                                            | D    | Реймонд Зоммер        | 6           |
| Ecurie Belge                 | Talbot-Lago       | T26C                 | Talbot 23CV 4.5 L6                                                                            | D    | Джонні Клас           | 1–2, 4–7    |
| Officine Alfieri Maserati    | Maserati          | 4CLT/48              | Maserati 4CLT 1.5 L4 s                                                                        | P    | Луї Широн             | 1–2, 4, 6–7 |
| Officine Alfieri Maserati    | Maserati          | 4CLT/48              | Maserati 4CLT 1.5 L4 s                                                                        | P    | Франко Роль           | 2, 6–7      |
| Enrico Platé                 | Maserati          | 4CLT/48              | Maserati 4CLT 1.5 L4 s                                                                        | P    | Туло де Граффенрід    | 1–2, 4, 7   |
| Enrico Platé                 | Maserati          | 4CLT/48              | Maserati 4CLT 1.5 L4 s                                                                        | P    | Бірабонгзе Банудей    | 1–2, 4, 7   |
| Джо Келлі                    | Alta              | GP                   | Alta 1.5 L4 s                                                                                 | D    | Джо Келлі             | 1           |
| Джеффрі Кросслі              | Alta              | GP                   | Alta 1.5 L4 s                                                                                 | D    | Джеффрі Кросслі       | 1, 5        |
| Scuderia Achille Varzi       | Maserati          | 4CLT/48 4CL          | Maserati 4CLT 1.5 L4 s Maserati 4CL 1.5 L4 s                                                  | P    | Хосе Фройлан Гонсалес | 2, 6        |
| Scuderia Achille Varzi       | Maserati          | 4CLT/48 4CL          | Maserati 4CLT 1.5 L4 s Maserati 4CL 1.5 L4 s                                                  | P    | Альфредо П'ян         | 2           |
| Scuderia Achille Varzi       | Maserati          | 4CLT/48 4CL          | Maserati 4CLT 1.5 L4 s Maserati 4CL 1.5 L4 s                                                  | P    | Нелло Пагані          | 4           |
| Scuderia Achille Varzi       | Maserati          | 4CLT/48 4CL          | Maserati 4CLT 1.5 L4 s Maserati 4CL 1.5 L4 s                                                  | P    | Тоні Бранка           | 4           |
| Horschell Racing Corporation | Cooper-JAP        | T12                  | JAP 1.1 V2                                                                                    | D    | Гаррі Шелл            | 2           |
| Equipe Gordini               | Simca-Gordini     | T15                  | Simca-Gordini 15C 1.5 L4 s                                                                    | E    | Роберт Манзон         | 2, 6–7      |
| Equipe Gordini               | Simca-Gordini     | T15                  | Simca-Gordini 15C 1.5 L4 s                                                                    | E    | Моріс Трентіньян      | 2, 7        |
| Філіп Етанселен              | Talbot-Lago       | T26C T26C-DA         | Talbot 23CV 4.5 L6                                                                            | D    | Філіп Етанселен       | 2, 4, 6–7   |
| Філіп Етанселен              | Talbot-Lago       | T26C T26C-DA         | Talbot 23CV 4.5 L6                                                                            | D    | Ежен Шабу             | 6           |
| Ecurie Rosier                | Talbot-Lago       | T26C T26C-GS         | Talbot 23CV 4.5 L6                                                                            | D    | Луї Розьє             | 2, 7        |
| Ecurie Rosier                | Talbot-Lago       | T26C T26C-GS         | Talbot 23CV 4.5 L6                                                                            | D    | Анрі Луво             | 7           |
| Пітер Вайтгед                | Ferrari           | 125                  | Ferrari 125 F1 1.5 V12 s                                                                      | D P  | Пітер Вайтгед         | 2, 6–7      |
| Scuderia Ferrari             | Ferrari           | 125 166F2-50 275 375 | Ferrari 125 F1 1.5 V12 s Ferrari 166 F2 2.0 V12 Ferrari 275 F1 3.3 V12 Ferrari 375 F1 4.5 V12 | P    | Луїджі Віллорезі      | 2, 4–6      |
| Scuderia Ferrari             | Ferrari           | 125 166F2-50 275 375 | Ferrari 125 F1 1.5 V12 s Ferrari 166 F2 2.0 V12 Ferrari 275 F1 3.3 V12 Ferrari 375 F1 4.5 V12 | P    | Альберто Аскарі       | 2, 4–7      |
| Scuderia Ferrari             | Ferrari           | 125 166F2-50 275 375 | Ferrari 125 F1 1.5 V12 s Ferrari 166 F2 2.0 V12 Ferrari 275 F1 3.3 V12 Ferrari 375 F1 4.5 V12 | P    | Реймонд Зоммер        | 2, 4        |
| Scuderia Ferrari             | Ferrari           | 125 166F2-50 275 375 | Ferrari 125 F1 1.5 V12 s Ferrari 166 F2 2.0 V12 Ferrari 275 F1 3.3 V12 Ferrari 375 F1 4.5 V12 | P    | Доріно Серафіні       | 7           |
| Scuderia Milano              | Maserati-Speluzzi | 4CLT/50              | Speluzzi 1.5 L4 s                                                                             | P    | Феліче Бонетто        | 4, 6        |
| Scuderia Milano              | Maserati-Speluzzi | 4CLT/50              | Speluzzi 1.5 L4 s                                                                             | P    | Франко Комотті        | 7           |
| Scuderia Milano              | Milano-Speluzzi   | 1                    | Speluzzi 1.5 L4 s                                                                             | P    | Феліче Бонетто        | 7           |
| Ecurie Bleue                 | Talbot-Lago       | T26C                 | Talbot 23CV 4.5 L6                                                                            | D    | Гаррі Шелл            | 4           |
| П'єр Левег                   | Talbot-Lago       | T26C                 | Talbot 23CV 4.5 L6                                                                            | D    | П'єр Левег            | 5–7         |
| Реймонд Зоммер               | Talbot-Lago       | T26C                 | Talbot 23CV 4.5 L6                                                                            | D    | Реймонд Зоммер        | 5, 7        |
| Ecurie Lutetia               | Talbot-Lago       | T26C-DA              | Talbot 23CV 4.5 L6                                                                            | D    | Ежен Шабу             | 5–6         |
| Antonio Branca               | Maserati          | 4CL                  | Maserati 4CL 1.5 L4 s                                                                         | P    | Тоні Бранка           | 5           |
| Шарль Поцці                  | Talbot-Lago       | T26C                 | Talbot 23CV 4.5 L6                                                                            | D    | Шарль Поцці           | 6           |
| Шарль Поцці                  | Talbot-Lago       | T26C                 | Talbot 23CV 4.5 L6                                                                            | D    | Луї Розьє             | 6           |
| Клементе Біондетті           | Ferrari-Jaguar    | Biondetti/166 SC     | Jaguar XK 3.4 L6                                                                              | P    | Клементе Біондетті    | 7           |
| Пауль Піч                    | Maserati          | 4CLT/48              | Maserati 4CLT 1.5 L4 s                                                                        | P    | Пауль Піч             | 7           |
| Ґі Мересс                    | Talbot-Lago       | T26C                 | Talbot 23CV 4.5 L6                                                                            | D    | Ґі Мересс             | 7           |
| Джерело:                     |                   |                      |                                                                                               |      |                       |             |

- Примітка: Таблиця вище не включає пілотів та команд, які брали участь лише в гонці 500 миль Індіанаполіса.

## Календар
| №        | Гран-прі                  | Траса                                        | Дата      |
| -------- | ------------------------- | -------------------------------------------- | --------- |
| 1        | Гран-прі Великої Британії | Автодром Сільверстоун, Сільверстоун          | 13 травня |
| 2        | Гран-прі Монако           | Міська траса Монте-Карло, Монте-Карло        | 21 травня |
| 3        | 500 миль Індіанаполіса    | Індіанаполіс Мотор Спідвей, Спідвей, Індіана | 30 травня |
| 4        | Гран-прі Швейцарії        | Бремгартен, Берн                             | 4 червня  |
| 5        | Гран-прі Бельгії          | Спа-Франкоршам, Спа                          | 18 червня |
| 6        | Гран-прі Франції          | Реймс-Ге, Ге                                 | 2 липня   |
| 7        | Гран-прі Італії           | Автодром Монца, Монца                        | 3 вересня |
| Джерело: |                           |                                              |           |

## Передісторія
Передумови перегонів "Формули-1" з'явилися в 1920-ті і 1930-ті роки на чемпіонатах Гран-прі Європи. Перед Другою світовою війною організаціям, які беруть участь у Гран-прі, був сформульований перший регламент проведення чемпіонату. Планувалося, що він почне діяти в 1941, але через війну, ці правила вступили в силу тільки в 1946.
Сформована FIA (Міжнародна автомобільна федерація), в 1946 представила остаточно сформовані правила "Формули 1", які вступили в силу у 1947 році.
1947 прийнято вважати початком ери "Королівських автоперегонів — Формули 1". Саме з цього року почали проводитися змагання у класі "Формула А", він передбачав робочий об'єм атмосферних двигунів 4500 см³, а оснащених компресором — 1500 см³. Цей клас і став прабатьком першої формули. Рішення про проведення чемпіонатів світу з автоперегонів у класі "Формула 1" було прийнято FIA в 1949 за ініціативою делегата від Італії Антоніо Брівіо Сфорца.
Вимоги до автомобілів з класу "Формула А" дозволяли брати участь у перегонах автомобілів довоєнної розробки, таким, як "Alfa-Romeo-158" або "Maserati-4CL".
Система нарахування очок була прямо протилежна тим, що використовувалися в чемпіонатах світу серед марок в 1925-1927 і чемпіонатах Європи у 1935-1939: там використовувалася система "штрафних" очок, і завданням учасників було набрати їх якомога менше, а за регламентом Формули 1, очки в чемпіонаті нараховувалися за місця на фініші з першого по п'яте за наступною схемою: 8-6-4-3-2; ще одне очко присуджувалося за найкраще коло в гонці. Чемпіоном ставав гонщик, який набрав найбільшу кількість очок. У залік чемпіонату йшли чотири найкращі результати із семи етапів, причому одним з них стала американська 500-мильні перегони в Індіанаполісі — таким чином, FIA вирішила спробувати звести разом європейський і американський автоспорт, шляхи яких до того часу вже встигли дещо розійтися.

## Чемпіонат

### Гран-прі Великої Британії
Перший чемпіонат світу відкрився 13 травня 1950 перегонами на Гран Прі Великої Британії на трасі Сільверстоун. Несподіванок вона не піднесла: заводська команда "Alfa-Romeo", зі своїми автомобілями моделі "-158" домінувала на гоночних трасах в післявоєнні роки, не підвела і тут. Три її основних гонщика — Джузеппе Фаріна, Хуан Мануель Фанхіо і Луїджі Фаджолі — зайняли перші три місця на старті. Фанхіо був змушений зійти через поломку двигуна, і першим до фінішу прийшов Фаріна, на 2,6 секунди випередивши Фаджолі. Інші два місця у заліковій п'ятірці дісталися гонщикам на французьких "Talbot-Lago-T26C" — Іву Жіро-Кабанту і Луї Розьє, — але вони програли Фаріна по два кола.

### Гран-прі Монако
На наступному етапі — Гран-Прі Монако 21 травня — вже на старті стався великий завал, в результаті якого з перегонів відразу вибуло дев'ять учасників, в тому числі Фаріна і Фаджолі. За їхньої відсутності Фанхіо, який, вигравши старт з поул-позиції, уникнув всіх колізій, виграв з середньою швидкістю 98,70 км/г (ці перегони досі залишаються найповільнішими в історії чемпіонатів світу). Друге місце з колом відставання зайняв італієць Альберто Аскарі, що представляв тут команду дебютанта "Ferrari". Третім став знаменитий гонщик довоєнних років Луї Широн на заводській "Maserati", четвертим — Раймон Соммер на "Ferrari" (їхнє відставання від Фанхіо склало вже два і три кола відповідно).

### 500 миль Індіанаполіса
Третім етапом чемпіонату офіційно вважалася американська 500-мильні перегони в Індіанаполісі. Але ніхто з основних учасників чемпіонату туди не приїхав, і в Індіанаполісі правили бал місцеві зірки. Перегони виграв Джонні Парсонс, отримавши дев'ять очок в залік чемпіонату світу.

### Гран Прі Швейцарії
Потім відбувся Гран Прі Швейцарії, де тріо гонщиків "Alfa-Romeo" знову царювало на трасі. Вже звично зайнявши перші три місця в кваліфікації, а потім впоравшись з прорвом на старті вперед з другого ряду Аскарі, Фанхіо, Фаріна і Фаджолі тікали все далі й далі від решти, на чолі яких йшли Аскарі і Віллорезі на "Ferrari". У підсумку переміг Фаріна, Фаджолі став другим, відставши на 0,4 секунди, а от Фанхіо, як і в Сільверстоуні, не пощастило: поломка двигуна. Зійшли і обидва гонщики "Ferrari", і третє місце зайняв Розьє.

### Гран Прі Бельгії
За підсумками чотирьох етапів таблицю чемпіонату очолював Фаріна з 18 очками. У Фаджолі було 12, а у Фанхіо — всього дев'ять. Однак аргентинець не змирився з таким станом речей і виграв п'ятий етап, який відбувся в Бельгії. Фаджолі знову зайняв друге місце, а третім став Розьє. Лідер чемпіонату, стартувавши з поул-позиції, фінішував лише четвертим, відчуваючи проблеми з трансмісією на останніх колах. Деяку інтригу в перегони вніс Соммер на "Talbot", що лідирував п'ять кіл після того, як гонщики "Alfa-Romeo" відвідали бокси для дозаправки. До нещастя, француз змушений був припинити боротьбу: згорів двигун на його автомобілі.

### Гран-Прі Франції
Шостий етап Гран-Прі Франції знову закінчився перемогою Фанхіо, на рахунку якого тут було й найкраще коло. Фаджолі в третій раз поспіль фінішував другим, а третє місце зайняв Пітер Вайтгед на новій "Ferrari 375" з атмосферним двигуном, що дебютувала на минулому етапі в Спа-Франкоршамп (він, проте, був приватним гонщиком, а сама "Scuderia Ferrari" в Реймсі відсутня). Що до Фаріни, то він спочатку йшов першим, потім проблеми з подачею палива відкинули його далеко назад. Джузеппе зумів прорізати пелотон і вийти на третє місце, але лише для того, щоб незабаром зійти остаточно.
Після шести перегонів у чемпіонаті склалася така ситуація: Фанхіо мав 26 очок, Фаджолі — 24, Фаріна — 22. Тільки ці три гонщики могли розіграти між собою титул чемпіона світу: у Розьє на четвертому місці було тільки 10 очок.

### Гран Прі Італії
Чемпіонат закінчувався Гран Прі Італії в Монці. Вдруге в сезоні в перший ряд стартового поля прорвався гонщик на автомобілі іншої марки, ніж "Alfa-Romeo": першим був у Монако Хосе Фройлан Гонсалес на "Maserati", а в Монці Аскарі за кермом "Ferrari" показав у кваліфікації другий результат. Зі старту перегони очолив Фаріна, постійно відбиваючи атаки Аскарі. Альберто навіть зумів на два кола вийти вперед. Фанхіо йшов на третьому місці, показавши найкраще коло в гонці, але зійшов на двадцять четвертому колі через поломку коробки передач. Трьома колами раніше зійшов і Аскарі. Обидва вони продовжили перегони: Фанхіо — на автомобілі П'єро Таруффі, а Аскарі — Доріна Серафіно.
Але якщо Аскарі вдалося фінішувати на другому місці, то Фанхіо незабаром остаточно з'їхав: згорів двигун. Фаріна виграв перегони, випередивши Аскарі на 1 хвилину 18,6 секунд, і став першим чемпіоном світу в класі Формула-1. Третім, слідом за екіпажем Аскарі — Серафіно, фінішував Фаджолі, однак до свого рахунку він нічого не додав — його 24 очки були отримані за чотири других місця — і, таким чином, став третім, маючи загальну суму очок на одне більше, ніж Фанхіо, який посів друге місце.
Аргентинець Хуан-Мануель Фанхіо в наступні роки п'ять разів ставав чемпіоном світу. Фанхіо запам'ятався одним з найбільших гонщиків Формули-1 і довгий час був рекордсменом за кількістю чемпіонських титулів.
Заліку Кубка конструкторів в ті роки не існувало, але, якщо б він проводився, то переможцем першого Чемпіонату світу Формули-1 з великим відривом став би італійський конструктор Alfa Romeo.

## Результати та положення в заліках

### Гран-прі
| №        | Гран-прі                  | Поул-позиція        | Швидке коло         | Переможець          | Конструктор              | Шини | Звіт |
| -------- | ------------------------- | ------------------- | ------------------- | ------------------- | ------------------------ | ---- | ---- |
| 1        | Гран-прі Великої Британії | Джузеппе Фаріна     | Джузеппе Фаріна     | Джузеппе Фаріна     | Альфа Ромео              | P    | Звіт |
| 2        | Гран-прі Монако           | Хуан-Мануель Фанхіо | Хуан-Мануель Фанхіо | Хуан-Мануель Фанхіо | Альфа Ромео              | P    | Звіт |
| 3        | 500 миль Індіанаполіса    | Волт Фолкнер        | Джонні Парсонс      | Джонні Парсонс      | Kurtis Kraft-Offenhauser | F    | Звіт |
| 4        | Гран-прі Швейцарії        | Хуан-Мануель Фанхіо | Джузеппе Фаріна     | Джузеппе Фаріна     | Альфа Ромео              | P    | Звіт |
| 5        | Гран-прі Бельгії          | Джузеппе Фаріна     | Джузеппе Фаріна     | Хуан-Мануель Фанхіо | Альфа Ромео              | P    | Звіт |
| 6        | Гран-прі Франції          | Хуан-Мануель Фанхіо | Хуан-Мануель Фанхіо | Хуан-Мануель Фанхіо | Альфа Ромео              | P    | Звіт |
| 7        | Гран-прі Італії           | Хуан-Мануель Фанхіо | Хуан-Мануель Фанхіо | Джузеппе Фаріна     | Альфа Ромео              | P    | Звіт |
| Джерело: |                           |                     |                     |                     |                          |      |      |

### Пілоти
Очки отримують перші п'ять пілотів. Додаткове очко нараховується пілоту, що встановив найшвидше коло гонки. Лише чотири найкращі результати зараховуються до загальної кількості очок кожного пілота, відкинуті результати показані в дужках.
| Позиція | 1-ша | 2-га | 3-тя | 4-та | 5-та | НК |
| Очки    | 8    | 6    | 4    | 3    | 2    | 1  |

| Місце    | Пілот                 | ВЕЛ   | МОН  | 500  | ШВЕ  | БЕЛ  | ФРА  | ІТА         | Очки    |
| -------- | --------------------- | ----- | ---- | ---- | ---- | ---- | ---- | ----------- | ------- |
| 1        | Джузеппе Фаріна       | 1     | Схід |      | 1    | 4    | 7    | 1           | 30      |
| 2        | Хуан-Мануель Фанхіо   | Схід  | 1    |      | Схід | 1    | 1    | Схід/(Схід) | 27      |
| 3        | Луїджі Фаджолі        | 2     | Схід |      | 2    | 2    | 2    | (3)         | 24 (28) |
| 4        | Луї Розьє             | 5     | Схід |      | 3    | 3    | 6†   | 4           | 13      |
| 5        | Альберто Аскарі       |       | 2    |      | Схід | 5    | НС   | (Схід)/2†   | 11      |
| 6        | Джонні Парсонс        |       |      | 1    |      |      |      |             | 9       |
| 7        | Білл Голланд          |       |      | 2    |      |      |      |             | 6       |
| 8        | Принц Біра            | Схід  | 5    |      | 4    |      |      | Схід        | 5       |
| 9        | Пітер Вайтгед         |       | НС   |      |      |      | 3    | 7           | 4       |
| =        | Луї Широн             | Схід  | 3    |      | 9    |      | Схід | Схід        | 4       |
| =        | Редж Пернелл          | 3     |      |      |      |      | Схід |             | 4       |
| =        | Морі Роуз             |       |      | 3    |      |      |      |             | 4       |
| 13       | Доріно Серафіні       |       |      |      |      |      |      | 2†          | 3       |
| =        | Ів Жиро-Кабанту       | 4     |      |      | Схід | Схід | 8    |             | 3       |
| =        | Раймон Зоммер         |       | 4    |      | Схід | Схід | Схід | Схід        | 3       |
| =        | Робер Манзон          |       | Схід |      |      |      | 4    | Схід        | 3       |
| =        | Сесіл Грін            |       |      | 4    |      |      |      |             | 3       |
| =        | Філіп Етанселен       | 8     | Схід |      | Схід | Схід | 5†   | 5           | 3       |
| 19       | Феліче Бонетто        |       |      |      | 5    |      | Схід | НС          | 2       |
| 20       | Ежен Шабу             |       |      |      |      | Схід | 5†   |             | 1       |
| =        | Джої Чітвуд           |       |      | 5†   |      |      |      |             | 1       |
| =        | Тоні Беттенхаузен     |       |      | 5†   |      |      |      |             | 1       |
| —        | Туло де Граффенрід    | Схід  | Схід |      | 6    |      |      | 6           | 0       |
| —        | Боб Джерард           | 6     | 6    |      |      |      |      |             | 0       |
| —        | Луїджі Віллорезі      |       | Схід |      | Схід | 6    | НС   |             | 0       |
| —        | Лі Воллард            |       |      | 6    |      |      |      |             | 0       |
| —        | Шарль Поцці           |       |      |      |      |      | 6†   |             | 0       |
| —        | Джонні Клез           | 11    | 7    |      | 10   | 8    | Схід | Схід        | 0       |
| —        | Кат Гаррісон          | 7     | Схід |      |      |      |      | Схід        | 0       |
| —        | П'єр Левег            |       |      |      |      | 7    | Схід | Схід        | 0       |
| —        | Волт Фолкнер          |       |      | 7    |      |      |      |             | 0       |
| —        | Нелло Пагані          |       |      |      | 7    |      |      |             | 0       |
| —        | Гаррі Шелл            |       | Схід |      | 8    |      |      |             | 0       |
| —        | Джордж Коннор         |       |      | 8    |      |      |      |             | 0       |
| —        | Джефф Кросслі         | Схід  |      |      |      | 9    |      |             | 0       |
| —        | Девід Гемпшир         | 9     |      |      |      |      | Схід |             | 0       |
| —        | Пол Руссо             |       |      | 9    |      |      |      |             | 0       |
| —        | Тоні Бранка           |       |      |      | 11   | 10   |      |             | 0       |
| —        | Пет Флаерті           |       |      | 10   |      |      |      |             | 0       |
| —        | Браян Шо-Тейлор       | 10†   |      |      |      |      |      |             | 0       |
| —        | Джо Фрай              | 10†   |      |      |      |      |      |             | 0       |
| —        | Мирон Фор             |       |      | 11   |      |      |      |             | 0       |
| —        | Двейн Картер          |       |      | 12   |      |      |      |             | 0       |
| —        | Мак Хеллінгс          |       |      | 13   |      |      |      |             | 0       |
| —        | Джек Макгрет          |       |      | 14   |      |      |      |             | 0       |
| —        | Трой Ратман           |       |      | 15   |      |      |      |             | 0       |
| —        | Джин Хартлі           |       |      | 16   |      |      |      |             | 0       |
| —        | Джиммі Девіс          |       |      | 17   |      |      |      |             | 0       |
| —        | Джонні Макдавелл      |       |      | 18   |      |      |      |             | 0       |
| —        | Волт Браун            |       |      | 19   |      |      |      |             | 0       |
| —        | Спайдер Вебб          |       |      | 20   |      |      |      |             | 0       |
| —        | Джеррі Гойт           |       |      | 21   |      |      |      |             | 0       |
| —        | Волт Ейдер            |       |      | 22   |      |      |      |             | 0       |
| —        | Джекі Голмс           |       |      | 23   |      |      |      |             | 0       |
| —        | Джим Ратманн          |       |      | 24   |      |      |      |             | 0       |
| —        | Джо Келлі             | НКЛ   |      |      |      |      |      |             | 0       |
| —        | Франко Роль           |       | Схід |      |      |      | Схід | Схід        | 0       |
| —        | Ежен Мартен           | Схід  |      |      | Схід |      |      |             | 0       |
| —        | Хосе Фройлан Гонсалес |       | Схід |      |      |      | Схід |             | 0       |
| —        | Девід Маррей          | Схід  |      |      |      |      |      | Схід        | 0       |
| —        | Моріс Трентін'ян      |       | Схід |      |      |      |      | Схід        | 0       |
| —        | Леслі Джонсон         | Схід  |      |      |      |      |      |             | 0       |
| —        | Пітер Вокер           | Схід† |      |      |      |      |      |             | 0       |
| —        | Тоні Ролт             | Схід† |      |      |      |      |      |             | 0       |
| —        | Білл Шиндлер          |       |      | Схід |      |      |      |             | 0       |
| —        | Джиммі Джексон        |       |      | Схід |      |      |      |             | 0       |
| —        | Сем Генкс             |       |      | Схід |      |      |      |             | 0       |
| —        | Дік Ратман            |       |      | Схід |      |      |      |             | 0       |
| —        | Дюк Дінсмор           |       |      | Схід |      |      |      |             | 0       |
| —        | Генрі Бенкс           |       |      | Схід |      |      |      |             | 0       |
| —        | Фред Агабаш'ян        |       |      | Схід |      |      |      |             | 0       |
| —        | Бейліс Левретт        |       |      | Схід |      |      |      |             | 0       |
| —        | Білл Кентрелл         |       |      | Схід |      |      |      |             | 0       |
| —        | Гі Мересс             |       |      |      |      |      |      | Схід        | 0       |
| —        | Пауль Піч             |       |      |      |      |      |      | Схід        | 0       |
| —        | Клементе Біондетті    |       |      |      |      |      |      | Схід        | 0       |
| —        | Анрі Луво             |       |      |      |      |      |      | Схід        | 0       |
| —        | Франко Комотті        |       |      |      |      |      |      | Схід        | 0       |
| —        | Консальво Санезі      |       |      |      |      |      |      | Схід        | 0       |
| —        | П'єро Таруффі         |       |      |      |      |      |      | Схід†       | 0       |
| —        | Альфредо П'ян         |       | НС   |      |      |      |      |             | 0       |
| Місце    | Пілот                 | ВЕЛ   | МОН  | 500  | ШВЕ  | БЕЛ  | ФРА  | ІТА         | Очки    |
| Джерело: |                       |       |      |      |      |      |      |             |         |

| Приклад      | Опис                                                              |
| ------------ | ----------------------------------------------------------------- |
| 1            | Переможець                                                        |
| 2            | Друге місце                                                       |
| 3            | Третє місце                                                       |
| 5            | Фінішував у очковій зоні                                          |
| 12           | Фінішував поза очковою зоною                                      |
| НКЛ          | Фінішував, але не класифікований                                  |
| Схід         | Не фінішував і не класифікований                                  |
| НКВ          | Не кваліфікований                                                 |
| НПКВ         | Не передкваліфікований                                            |
| ДСК          | Дискваліфікований                                                 |
| ТТР          | Брав участь тільки в тренуваннях                                  |
| тест         | Тестер по п'ятницях (з 2003 року)                                 |
| НС           | Брав участь у Гран-прі як бойовий пілот, але не стартував у гонці |
| Т            | Травмований чи хворий                                             |
| Викл         | Виключений із протоколу                                           |
| Від          | Відмова від участі                                                |
| НТР          | Не брав участі в тренуваннях                                      |
| НПР          | Не прибув на Гран-прі                                             |
| С            | Гонка скасована                                                   |
|              | Не брав участі                                                    |
| Жирний шрифт | Поул-позиція                                                      |
| Курсив       | Швидке коло                                                       |

Примітки:
- — Позиція розділена між декількома пілотами за кермом одного боліда.

## Виноски
1. ↑  Шабу спочатку зареєструвався на Гран-прі Франції зі своїм власним Talbot, але не стартував у гонці, а замість цього розділив болід разом з Філіпом Етанселеном.[3]
2. ↑  Гонка 500 миль Індіанаполіса також входила в Автомобільний чемпіонат AAA 1950 року та проводилась для автомобілів чемпіонату AAA. Боліди Формули-1 в гонці не використовувались.
3. ↑  Лише 4 найкращі результати зараховуються до загальної кількості очок кожного пілота. Числа поза дужками — результат в чемпіонаті. Числа в дужках — усі очки набрані пілотом.